# Lotus E20
Der Lotus E20 war der Formel-1-Rennwagen des Lotus F1 Teams für die Formel-1-Saison 2012. Es war der zwanzigste Rennwagen, der in der Fabrik im britischen Enstone entstand; daraus leitete sich der Name E20 ab. Der Lotus E20 war zugleich der dritte Rennwagen des Teams, seit es im Besitz von Genii Capital ist. Den Motor des Fahrzeugs lieferte Renault. Der Lotus E20 wurde am 5. Februar 2012 auf der Teamwebsite vorgestellt.

## Technik und Entwicklung
Der Lotus E20 war das Nachfolgemodell des Renault R31. Eine Auffälligkeit des Autos waren Höcker im Bereich der Vorderradaufhängung. Der Lotus E20 wurde unter der Leitung des technischen Direktors James Allison entwickelt.
Das Getriebe war eine Lotus-Eigenkonstruktion, den Treibstoff und die Schmierstoffe lieferte Total. Der Motor war 750 PS (552 kW) stark und stammte von Renault. Das KERS entwickelte Renault Sport F1 und Magneti Marelli. Die Reifen stellte wie bei allen anderen Teams Pirelli bereit.

## Lackierung und Sponsoring
Der Lotus E20 war – wie sämtliche 2012 von Lotus Cars werksseitig unterstützte Fahrzeuge – in schwarz-gold lackiert. Diese Lackierung erinnerte an die des John Player Teams Lotus, das in den 1970er-Jahren mit Mario Andretti die Formel-1-Weltmeisterschaft gewann. Neben Logos der technischen Partner Lotus, Pirelli, Renault und Total warben mehrere Firmen auf dem Fahrzeug: Der Besitzer des Teams, Genii Capital, war auf den Seitenkästen platziert. Zur Präsentation wurde der Unilever-Konzern als ein weiterer Sponsor vorgestellt. Er warb auf dem Lotus E20 mit seinen Marken Clear und Rexona. Darüber hinaus waren die Logos von Japan Rags, Trina Solar und TW Steel auf dem Fahrzeug vertreten.

## Fahrer
2012 trat der Rennstall mit zwei neuen Piloten an. Kimi Räikkönen und Romain Grosjean kehrten in die Formel 1 zurück. Beide waren letztmals 2009 in der Formel 1 aktiv gewesen. Räikkönen, der 2007 Formel-1-Weltmeister war, hatte in der Zwischenzeit an der Rallye-Weltmeisterschaft teilgenommen, Grosjean war in den zwei Jahren in mehreren Rennserien angetreten und wurde 2010 Meister der Auto GP und 2011 Gesamtsieger der GP2-Asia und GP2-Serie.
Beim Großen Preis von Italien ersetzte Jérôme D’Ambrosio den für dieses Rennen gesperrten Romain Grosjean.

## Ergebnisse
| Fahrer               | Nr.                  | 1   | 2   | 3  | 4 | 5 | 6   | 7 | 8   | 9 | 10 | 11 | 12  | 13 | 14 | 15  | 16 | 17 | 18  | 19 | 20  | Punkte | Rang |
| -------------------- | -------------------- | --- | --- | -- | - | - | --- | - | --- | - | -- | -- | --- | -- | -- | --- | -- | -- | --- | -- | --- | ------ | ---- |
| Formel-1-Saison 2012 | Formel-1-Saison 2012 |     |     |    |   |   |     |   |     |   |    |    |     |    |    |     |    |    |     |    |     | 303    | 4.   |
| K. Räikkönen         | 09                   | 7   | 5   | 14 | 2 | 3 | 9   | 8 | 2   | 5 | 3  | 2  | 3   | 5  | 6  | 6   | 5  | 7  | 1   | 6  | 10  | 303    | 4.   |
| R. Grosjean          | 10                   | DNF | DNF | 6  | 3 | 4 | DNF | 2 | DNF | 6 | 18 | 3  | DNF | EX | 7  | 19* | 7  | 9  | DNF | 7  | DNF | 303    | 4.   |
| J. D’Ambrosio        | 10                   |     |     |    |   |   |     |   |     |   |    |    |     | 13 |    |     |    |    |     |    |     | 303    | 4.   |

| Legende  | Legende            | Legende                                                          |
| Farbe    | Abkürzung          | Bedeutung                                                        |
| -------- | ------------------ | ---------------------------------------------------------------- |
| Gold     | –                  | Sieg                                                             |
| Silber   | –                  | 2. Platz                                                         |
| Bronze   | –                  | 3. Platz                                                         |
| Grün     | –                  | Platzierung in den Punkten                                       |
| Blau     | –                  | Klassifiziert außerhalb der Punkteränge                          |
| Violett  | DNF                | Rennen nicht beendet (did not finish)                            |
| Violett  | NC                 | nicht klassifiziert (not classified)                             |
| Rot      | DNQ                | nicht qualifiziert (did not qualify)                             |
| Rot      | DNPQ               | in Vorqualifikation gescheitert (did not pre-qualify)            |
| Schwarz  | DSQ                | disqualifiziert (disqualified)                                   |
| Weiß     | DNS                | nicht am Start (did not start)                                   |
| Weiß     | WD                 | zurückgezogen (withdrawn)                                        |
| Hellblau | PO                 | nur am Training teilgenommen (practiced only)                    |
| Hellblau | TD                 | Freitags-Testfahrer (test driver)                                |
| ohne     | DNP                | nicht am Training teilgenommen (did not practice)                |
| ohne     | INJ                | verletzt oder krank (injured)                                    |
| ohne     | EX                 | ausgeschlossen (excluded)                                        |
| ohne     | DNA                | nicht erschienen (did not arrive)                                |
| ohne     | C                  | Rennen abgesagt (cancelled)                                      |
| ohne     | keine WM-Teilnahme |                                                                  |
| sonstige | P/fett             | Pole-Position                                                    |
| sonstige | 1/2/3/4/5/6/7/8    | Punktplatzierung im Sprint-/Qualifikationsrennen                 |
| sonstige | SR/kursiv          | Schnellste Rennrunde                                             |
| sonstige | *                  | nicht im Ziel, aufgrund der zurückgelegten Distanz aber gewertet |
| sonstige | ()                 | Streichresultate                                                 |
| sonstige | unterstrichen      | Führender in der Gesamtwertung                                   |